# Wolfgang Wessel
Wolfgang Wessel (* 30. Januar 1960 in Neustadt an der Weinstraße, Rheinland-Pfalz) ist ein deutscher Diplomat, der unter anderem zwischen 2021 und 2022 Botschafter in Madagaskar war.

## Leben
Wolfgang Wessel war zunächst Beamter im Bundesgrenzschutz und trat 1986 in den Auswärtigen Dienst. Nach einer ersten Verwendung von 1986 bis 1987 im Auswärtigen Amt war er zwischen 1987 und 1990 an der Botschaft im Iran in Teheran tätig. Nach einer neuerlichen Verwendung im Auswärtigen Amt von 1990 bis 1995, folgte zwischen 1995 und 1996 eine Abordnung zum Deutsch-Französischen Verteidigungs- und Sicherheitsrat (DFVSR), eine permanente Einrichtung in Paris, die die deutsch-französische Zusammenarbeit im Bereich der Sicherheits- und Verteidigungspolitik koordiniert. Nachdem er von 1996 bis 2001 wieder im Auswärtigen Amt tätig gewesen war, wechselte er zwischen 2001 und 2005 zum Generalkonsulat in Vancouver und daraufhin von 2005 bis 2010 an die Botschaft in Russland in Moskau. Daraufhin war er zwischen 2010 und 2014 am Generalkonsulat in Thessaloniki tätig, ehe von 2014 bis 2017 eine erneute Verwendung im Auswärtigen Amt erfolgte.
2017 wechselte Wessel an das Konsulat Antalya und wurde im August 2018 Konsul und Leiter des Konsulats Antalya, das als Außenstelle des Generalkonsulats Izmir dient. Auf diesem Posten verblieb er bis 2021. Daraufhin wurde er 2021 Botschafter in Madagaskar in Antananarivo, nachdem Botschafter Michael Derus abberufen und die Botschaft seit Juli 2021 von Günter Overfeld als Geschäftsträger geleitet wurde. Im Juli 2022 wurde er als Botschafter in Madagaskar von Michael Häusler abgelöst.
Aus einer geschiedenen Ehe gingen vier Kinder hervor.

## Weblink
- Konsul Wolfgang Wessel (Memento vom 9. Mai 2021 im Internet Archive)